# Episodi di Accel World
Questa è la lista degli episodi della serie anime Accel World, tratta dall'omonima light novel di Reki Kawahara.

## Accel World
| Nº | Titolo italiano (traduzione letterale) Giapponese 「Kanji」 - Rōmaji | In onda           | In onda |
| Nº | Titolo italiano (traduzione letterale) Giapponese 「Kanji」 - Rōmaji | Giapponese        |         |
| 1  | Accelerazione 「加速」 - Acceleration | 6 aprile 2012     |         |
| 1  | Nel 2046 la Neuro-sincronizzazione, un sistema di realtà aumentata, ha preso piede in tutto il mondo. Il protagonista Haruyuki "Haru" Arita, uno studente dall'aspetto buffo, viene preso di mira dal bullo della scuola a causa della sua incapacità a difendersi. Haru odia la sua vita a causa del suo essere e trova rifugio solo nella realtà virtuale, dove è davvero abile come giocatore, tanto da venir notato da Kuroyukihime, la ragazza più bella della sua scuola, che gli propone di passare ad un livello successivo di realtà virtuale, la realtà accelerata. Pur essendo stato messo in guardia che accettando cambieranno molte cose nella sua vita, Harayuki non esita ad entrare nel mondo di Brain Burst. |                   |         |
| 2  | Trasformazione 「変移」 - Transformation | 13 aprile 2012    |         |
| 2  | Haru incontra per la prima volta un altro Burst Linker, Ash Roller, ma non essendo ancora preparato per una sfida, perde clamorosamente. Kuroyukihime, in quanto suo sire, gli spiega le basi del combattimento e come l’avatar che lo rappresenta sia identificato da una specialità tramite il colore della sua armatura. Gli chiarisce, inoltre, che perdere i combattimenti contro altri Burst Linker vuol dire perdere i punti che gli permettono di accelerare nella vita reale e che chi li perde tutti non potrà accelerare mai più. Haru si ritrova quindi catapultato nel più grande gioco multiplayer che abbia mai iniziato, un gioco in cui dovrà continuare a vincere per poter usufruire dei vantaggi della realtà accelerata. |                   |         |
| 3  | Investigazione 「調査」 - Investigation | 20 aprile 2012    |         |
| 3  | Haru viene a sapere di come si sia sviluppato il mondo dei Burst Linker e di come si sia diviso in regni. Scopre anche che il suo sire è uno dei Sei Re del Colore Puro, Black Lotus, il quale in passato aveva tentato di infrangere la pace e di arrivare al livello 10, requisito necessario per avere un incontro con il creatore della realtà accelerata. Per questo motivo Haru, anche se sa di essere ancora alle prime armi, desidera salire di livello velocemente per poter aiutare Kuroyukihime a realizzare il suo desiderio e si unisce alla sua fazione, i Nega Nebulus. Le difficoltà sono tante e non tardano a mostrarsi. Il suo primo compito è identificare Cyan Pile, l’avversario che sta sfidando continuamente Kuroyukihime a scuola, e indagare sul sospettato principale, la sua migliore amica Chiyuri. |                   |         |
| 4  | Dichiarazione 「宣言」 - Declaration | 27 aprile 2012    |         |
| 4  | Haru scopre una backdoor sul terminale di Chiyuri ed evita di approfondire per non insospettirne il creatore, ma appena riferisce la scoperta a Kuroyukihime, questa, venuta a sapere della lunghezza del cavo con cui si è collegato con Chiyuri, scappa indispettita. Sarà un incidente stradale ad aprire gli occhi di Haru, che, credendosi solo una pedina nelle mani di Kuroyukihime, non si è reso conto del fatto che il suo sire è innamorato di lui. Purtroppo, l’unico modo per uscire vivi dall’incidente è il sacrificio di Kuroyukihime che, tramite un particolare potere possibile solo a chi possiede il livello 9, sacrifica quasi tutti i suoi punti per poter accelerare non solo con la mente, ma anche con il corpo, riportando comunque una grave ferita e perdendo conoscenza. Haru, sconvolto dall'accaduto, l'accompagna in ospedale e, per evitare che venga attaccata, la sorveglia giorno e notte. |                   |         |
| 5  | Aviazione 「飛翔」 - Aviation | 4 maggio 2012     |         |
| 5  | Takumu si riscopre essere Cyan Pile e Haru, per impedirgli di vincere facilmente gli ultimi punti di Kuroyukihime, è costretto a sfidare per primo il suo amico d'infanzia. Prima del combattimento i due amici si confrontano e Haru viene a sapere ciò che Takumu prova veramente, della sua frustrazione per il fatto che, pur essendo il ragazzo di Chiyuri, questa pensi sempre e solo al suo migliore amico. Haru cerca in ogni modo di proteggere il suo sire e, dopo essere stato messo in seria difficoltà, ottiene un nuovo potere, quello di poter volare. La vittoria è di Haru, il quale però risparmia e perdona l'amico invitandolo nei Nega Nebulus. Una volta risvegliatasi dal coma, Kuroyukihime entra nel Mondo Accelerato col suo vero Duel Avatar e dichiara una seconda guerra su Brain Burst. |                   |         |
| 6  | Retribuzione 「応報」 - Retribution | 11 maggio 2012    |         |
| 6  | Haru racconta tutto a Chiyuri, riuscendo, poi, a farsi perdonare insieme a Takumu. Quest’ultimo diventa, temporaneamente, il compagno di Haru nelle battaglie di coppia, per permettergli di raggiungere il livello 2. Riesce anche ad abbandonare la sua vecchia fazione, la Legione Blu, senza particolari ritorsioni, grazie alla volontà del Re Blu, e quindi a unirsi alla nuova Legione Nera. Intanto Haru commette un grave errore, dato che accetta di salire di livello subito senza guardare bene ai requisiti necessari. Egli infatti perde quasi tutti i suoi punti, quando invece avrebbe dovuto aspettare per accumularne di più con ulteriori scontri. Essendo stato quindi troppo impulsivo, Haru è costretto a chiedere aiuto a un misterioso Burst Linker, Aqua Current. |                   |         |
| 7  | Restaurazione 「修復」 - Restoration | 18 maggio 2012    |         |
| 7  | Mentre Kuroyukihime improvvisamente sfida Takumu e si oppone alla sua decisione di non fare più kendo e probabilmente di disinstallare Brain Burst, Current accetta di fare coppia con Haru fino a quando questi non raggiunge i 50 punti, ed entra in un combattimento a coppie con lui. Dunque Kuroyukihime convince Takumu a non sentirsi in colpa e a fidarsi di più dei suoi amici, mentre Haru e Current riescono a cooperare e a vincere il loro match, facendogli salire i punti a 54. Subito dopo Current sfida Haru con l'intenzione di prendergli tutti i punti. Dato che Haru mostra di credere ancora in lei e non combatte, Current rivela che stava mentendo, dicendogli di fare tesoro dei suoi amici prima di cancellargli ogni ricordo di lei. Il giorno seguente Takumu si trasferisce alla scuola di Haru e Chiyuri indossando degli occhiali, sperando di vedere il mondo reale con i suoi occhi. |                   |         |
| 8  | Tentazione 「誘惑」 - Temptation | 25 maggio 2012    |         |
| 8  | Il gruppo di Kuroyukihime cerca di conquistare nuovi territori e durante il combattimento Haru scopre che le sue tattiche stanno venendo facilmente lette dai suoi avversari. Quando torna a casa viene accolto da Tomoko Saito, presumibilmente la sua cugina di secondo grado, che rimane con lui finché i suoi genitori sono via. Haru viene presto a sapere che lei è in realtà una Burst Linker di nome Scarlet Rain, che Kuroyukihime gli rivela essere il Re Rosso. In seguito a un incidente in bagno, Tomoko lo sfida a un combattimento in Brain Burst, provando di essere troppo forte per lui. Dato che Tomoko vince il match, come ricompensa chiede un incontro nella vita reale con il Re Nero. Mentre Haru discute del motivo con Kuroyukihime, questa gli rivela che aveva un debole per il precedente Re Rosso, Red Rider, che lei stessa aveva poi decapitato quando aveva tradito gli altri utilizzatori di livello 9. |                   |         |
| 9  | Intensificazione 「激化」 - Escalation | 1º giugno 2012    |         |
| 9  | Dopo aver discusso con Takumu, Kuroyukihime accetta di incontrarsi con Tomoko, il cui vero nome è Yuniko Kozuki. Yuniko spiega di voler sfruttare il potere di Haru di volare per distruggere l'Armatura della Catastrofe, un oggetto esterno che trasforma i Burst Linker in Chrome Disaster e che Kuroyukihime aveva pensato fosse già distrutto. Dopo che Kuroyukihime spiega a tutti come aveva combattuto l'ultimo Burst Linker posseduto dall'armatura, Yuniko rivela che l'attuale Chrome Disaster è uno della sua legione e spiega che ha bisogno delle ali di Haru per avvicinarsi abbastanza a lui da poter usare un'abilità propria dei capi fazione per sconfiggerlo istantaneamente. Dopo essersi accordata sulle condizioni, Kuroyukihime diventa gelosa di Yuniko e decide di passare la notte a casa di Haru. |                   |         |
| 10 | Attivazione 「出撃」 - Activation | 15 giugno 2012    |         |
| 10 | In seguito a un altro malinteso chiarito, Chiyuri afferma di essere interessata a diventare una Burst Linker. Dato che Kuroyukihime spiega come l'abilità di dare a qualcuno una copia di Brain Burst e diventare il suo guardiano può essere usata una sola volta, Haru si chiede chi sia il guardiano di lei. Quando glielo chiede, Kuroyukihime risponde solo che è qualcuno che ha tradito la sua fiducia, spiegando anche come un rapporto tra guardiano e protetto sia differente rispetto agli altri. Più tardi quel giorno Haru, Kuroyukihime, Takumu e Yuniko si riuniscono ed entrano nel Mondo Accelerato Illimitato per cercare il Chrome Disaster. Mentre stanno sulle sue tracce, cadono in un'imboscata di un gruppo di Burst Linker guidati dal Re Giallo, Yellow Radio. |                   |         |
| 11 | Obbligazione 「宿命」 - Obligation | 22 giugno 2012    |         |
| 11 | Haru e Yuniko capiscono che è stato Yellow Radio la causa del quinto Chrome Disaster, allo scopo di usare una clausola nel trattato di non-aggressione come scusa per eliminare il Re Rosso e raggiungere il livello 10. Yellow Radio inoltre toglie di mezzo Kuroyukihime facendole vedere il momento in cui decapitò Red Rider, il primo Re Rosso, demoralizzandola abbastanza da farla svenire. Haru, Yuniko e Takumu sono quindi costretti a resistere all'attacco della Legione Gialla e durante la battaglia Takumu si sacrifica per guadagnare tempo per gli altri. Dato che la Legione Gialla li sbaraglia, Haru urla a Kuroyukihime di svegliarsi. Il Re Nero riprende conoscenza grazie alle parole di Haru e si batte con Yellow Radio finché entrambi ricaricano le loro mosse speciali. A questo punto, però, Yellow Radio viene trafitto a sorpresa dal Chrome Disaster. |                   |         |
| 12 | Assoluzione 「容赦」 - Absolution | 29 giugno 2012    |         |
| 12 | Appena Yellow Radio si ritira, Kuroyukihime si scontra con il Chrome Disaster, ma viene improvvisamente colpita da Yuniko, che afferma di non essere alleati. Tuttavia Kuroyukihime convince Haru che è solo testarda e gli chiede di aiutare la loro amica. Intanto il Chrome Disaster cerca di uscire dal Mondo Accelerato, ma Haru usa le sue armi contro di lui e lo sconfigge, permettendo a Yuniko di rimuoverlo da Brain Burst col Judgement Blow. Subito dopo Yuniko piange per essere diventata così noncurante dei problemi di Cherry Rook, dopo che proprio lui l'aveva introdotta in Brain Burst. Dopo aver controllato che l'Armatura della Distruzione fosse completamente distrutta, Haru sente una strana voce, ma pensa fosse la sua immaginazione e si scollega, ignaro che qualcosa si è attaccata alla sua schiena. In seguito Yuniko torna a casa di Haru e gli spiega che Cherry Rook era così disperato di diventare più forte perché stava per trasferirsi fuori Tokyo, ma lei è riuscita a convincerlo che ci sono altri modi oltre Brain Burst per rimanere in contatto. |                   |         |
| 13 | Violazione 「侵入」 - Violation | 6 luglio 2012     |         |
| 13 | Chiyuri riceve Brain Burst da Takumu e diventa una Burst Linker, ottenendo il Duel Avatar Lime Bell. Il giorno dopo inizia il nuovo anno scolastico e Haru, messo nella stessa classe di Chiyuri e Takumu, pensa che lo strano comportamento di Kuroyukihime durante l'assemblea sia dovuto alla presenza di un Burst Linker tra i nuovi studenti. Dopo aver controllato senza successo, Haru e Takumu mettono alla prova le abilità di Lime Bell, scoprendo che è una guaritrice. Haru ne parla con Kuroyukihime e lei gli spiega che Lime Bell sarà molto ricercata, dato che il solo altro guaritore in Brain Burst è uno dei Sei Re. Inoltre gli dice anche che sta per andare in gita ad Okinawa e che lui e gli altri dovranno difendere il suo territorio da soli. Più tardi Haru scopre che l'avversario di Takumu al torneo di kendo, una matricola di nome Seiji Nomi, utilizza un potere di Brain Burst senza essere apparentemente un Burst Linker. |                   |         |
| 14 | Cessazione 「策略」 - Arrestation | 13 luglio 2012    |         |
| 14 | Mentre Haru, Takumu e Chiyuri discutono su Seiji, Takumu capisce che l'abilità usata dalla matricola è il Physical Burst, che accelera la conoscenza dell'utilizzatore, permettendogli di reagire più velocemente. Dopo che Kuroyukihime va in gita scolastica, Haru e Takumu decidono di investigare su Seiji nel tentativo di trovare qualche prova che sia un Burst Linker. Tuttavia Seiji inganna Haru e lo fa capitare nelle docce femminili, dove Chiyuri è costretta a nasconderlo. Il giorno dopo Haru si confronta con Seiji, il quale vuole ricattarlo per avere più Punti Burst. Chiyuri difende Haru, ma Seiji prende di nuovo il sopravvento facendo trovare una telecamera nascosta nelle docce. Dato che Haru tenta di combattere, Seiji lo colpisce per poi forzarlo a duellare in Brain Burst, dove rivela il suo avatar Dusk Taker. |                   |         |
| 15 | Distruzione 「崩壊」 - Destruction | 20 luglio 2012    |         |
| 15 | Sebbene Haru sembri dominare lo scontro con Seiji, quest'ultimo alla fine riesce ad ingannarlo e a usare la sua abilità Demonic Command per rubargli le ali, lasciando Haru distrutto dato che afferma che non gliele restituirà finché non si diploma. Seiji dunque procede col vincere il match e prende i punti di Haru, ricordando sia a lui che a Chiyuri il potere che detiene su di loro e costringendoli a tenere il segreto da Takumu e Kuroyukihime. Dato che Haru prova a non dire cos'è successo a Takumu, la loro amicizia va sotto pressione. Haru cade in depressione e, incerto sul da farsi, entra in un altro scontro con Ash Roller, finendo poi per sentirsi inutile senza le sue ali. Impietositosi per la mancanza di motivazione da parte dell'avversario, Ash porta Haru nel Campo Illimitato dalla sua guardiana Sky Raker. |                   |         |
| 16 | Immaginazione 「面影」 - Imagination | 27 luglio 2012    |         |
| 16 | Raker spiega ad Haru che anche se ha perso le sue ali, egli può continuare a volare tramite il 'sistema d'incarnazione', che permette agli avatar di usare un certo potere basato unicamente sulla loro forza di volontà. Di notte Raker gli parla di come la sua abilità di saltare molto in alto l'avesse portata all'ossessione di volare e a chiedere a Kuroyukihime di tagliarle le gambe. Iniziato l'allenamento, Raker mette subito alla prova Haru facendogli scalare la torre dove si trova la sua casa, cosa che si dimostra ben poco facile dato che la torre cambia in metallo durante la trasformazione del campo. Tuttavia Haru comincia subito a usare la sua forza di volontà per perforare il metallo, tenendo anche a mente ciò che Kuroyukihime gli aveva detto riguardo alla velocità, e il settimo giorno riesce infine a raggiungere la cima della torre. Il giorno seguente Raker si incontra con Haru nella vita reale per dargli il suo armamento, Gale Thruster, e Haru le promette di riprendere le sue ali il più presto possibile, in modo da restituirglielo in pochi giorni. |                   |         |
| 17 | Frammentazione 「分裂」 - Fragmentation | 3 agosto 2012     |         |
| 17 | Mentre Haru pensa a come confrontarsi con Seiji, egli riceve una videochiamata da Kuroyukihime, la quale menziona di aver dato delle informazioni su Seiji a Takumu. Più tardi durante la ginnastica, Takumu sfida Seiji in Brain Burst e rivela di essere a conoscenza del fatto che l'abilità di Haru è stata rubata da lui. Anche se Takumu inizialmente prende il sopravvento, Seiji usa il sistema d'incarnazione per dare più potere alle sue braccia e sconfigge Takumu. Haru riesce a ingannare Seiji facendogli cambiare la modalità della sfida in Battle Royale, in modo da poterlo combattere al posto di Takumu, riuscendo così a tagliargli una delle braccia con il suo attacco d'incarnazione. Dato che Seiji attiva le ali di Haru ed utilizza un'arma per incendiare il terreno, Haru equipaggia il Gale Thruster ricevuto da Raker per volare e affrontare Seiji in aria, dove riesce a sconfiggerlo con l'aiuto di Takumu. Tuttavia, prima che Haru possa finirlo, appare Chiyuri che guarisce Seiji. |                   |         |
| 18 | Convocazione 「挑戦」 - Invitation | 10 agosto 2012    |         |
| 18 | A Okinawa Kuroyukihime trascorre la gita scolastica in compagnia dell'amica Megumi. Mentre le due si dividono per comprare un souvenir da regalare all'altra, Kuroyukihime incontra due Burst Linker locali, Ruka Asagi e Mana Itosu, che le chiedono di aiutare il loro "master" a combattere un mostro che sta opprimendo la loro comunità su Accel. A causa del discorso Kuroyukihime perde la cognizione del tempo e si dimentica di comprare il regalo a Megumi, la quale rimane sconvolta. Kuroyukihime si scusa con Megumi dicendole che, da quando ha scoperto Brain Burst sette anni prima, lei è la persona che l'ha tenuta legata al mondo reale. Il giorno seguente Kuroyukihime entra in Accel World insieme a Ruka e Mana per incontrare il loro "master", che si scopre essere una sua vecchia conoscenza. |                   |         |
| 19 | Rivoluzione 「変遷」 - Revolution | 17 agosto 2012    |         |
| 19 | Subito dopo la riunione tra Kuroyukihime e Crimson Kingbolt, appare Sulfur Pot, il misterioso avversario capace di addomesticare i "nemici". Dato che Sulfur Pot non appare sulla lista di sfida, Kuroyukihime capisce che sta usando una backdoor per infiltrarsi a Okinawa da Tokyo. Intanto nel mondo reale Megumi trova i corpi addormentati di Kuroyukihime, Ruka e Mana. Invece di scollegare Kuroyukihime, Megumi decide di collegarsi ad Accel World e col suo avatar, Orchid Oracle, cambia il paesaggio in un oceano per dare a Kuroyukihime e ai suoi alleati un vantaggio contro Sulfur Pot. Dopo la vittoria, Kingbolt dà a Kuroyukihime l'Armamento Avanzato usato da Sulfur Pot per controllare i "nemici", dicendole che potrebbe esserle utile un giorno. Di ritorno a Tokyo, Kuroyukihime riceve un messaggio da Kingbolt che la informa di non essere riuscito a scoprire di quale organizzazione facesse parte Sulfur Pot. |                   |         |
| 20 | Dominazione 「支配」 - Domination | 24 agosto 2012    |         |
| 20 | Dopo essere stato completamente curato da Chiyu, Seiji elimina velocemente Takumu facendolo a pezzi. Dato che Haru viene sopraffatto dalla rabbia, un potere oscuro lo spinge a distruggere Nomi, dandogli una forza simile a quella di Dusk Taker, ma il tempo finisce e la battaglia non raggiunge una conclusione. Ritornati nel mondo reale, Haru e Takumu si confrontano con Chiyu, che afferma di essersi alleata con Seiji volontariamente. Essendo sicuro ci sia un motivo dietro ciò, Haru parla a Takumu del sistema d'incarnazione, suggerendogli di trovare un modo per impararlo prima di affrontare Seiji di nuovo. Intanto Haru inizia ad aver paura del potere oscuro che si cela in lui e chiama Kuroyukihime per tranquilizzarsi. In seguito decide con Takumu di chiedere del sistema d'incarnazione a Yuniko, Scarlat Rain, ma subito dopo viene a sapere di essere sospettato di aver messo la telecamera nella doccia femminile. |                   |         |
| 21 | Insurrezione 「反逆」 - Insurrection | 31 agosto 2012    |         |
| 21 | Mentre si dirigono al punto d'incontro con Yuniko, Haru spiega a Takumu come Seiji aveva incastrato lui e Chiyu. Dopo aver sentito la loro situazione, Yuniko accetta di insegnare ad Haru e Takumu il sistema d'incarnazione, spiegando le diverse abilità che possono essere eseguite con esso. Dato che il tipo di abilità che un avatar può imparare dipende dai traumi personali dell'utilizzatore, Takumu spiega come è stato soggetto a bullismo nelle scuole elementari, riportando anche una cicatrice, cosa che ha dato delle specifiche armi a Cyan Pile. Mentre Yuniko inizia ad allenare Takumu, Haru viene portato da una sua alleata, Blood Leopard, ad Akihabara per investigare su come Seiji si nasconde sulla lista di sfida. Arrivati al Battle Grounds di Akihabara, essi scoprono che anche l'arena di combattimento sta avendo problemi con un altro Burst Linker di nome Rust Jigsaw che utilizza lo stesso metodo di Seiji. |                   |         |
| 22 | Determinazione 「決意」 - Determination | 7 settembre 2012  |         |
| 22 | Leopard decide di partecipare al torneo insieme ad Haru per attirare allo scoperto Jigsaw, spiegando inoltre ad Haru che abusare del sistema d'incarnazione può portarlo più vicino all'oscurità. Abbastanza certo di vincere, Jigsaw li sfida, ma Haru e Leopard riescono a superare i suoi trucchi e a sconfiggerlo. Dopo la fine dello scontro, i due tornano nel mondo reale per cercare l'utilizzatore di Jigsaw, ma lo perdono di vista. Il giorno dopo Haru decide di parlare con Chiyuri, che aveva iniziato a combattere al fianco di Seiji, e le promette di riportare indietro ciò che Seiji le aveva rubato. Dato che Haru analizza le informazioni che aveva raccolto finora, egli deduce dalle azioni di Jigsaw che Seiji stava usando un brain implant chip illegale per nascondersi sulle liste di sfida. Quando Haru si confronta con Seiji, questi suggerisce di risolvere le cose in un'unica battaglia con tutti i loro Punti Burst in gioco. |                   |         |
| 23 | Consolidazione 「連結」 - Consolidation | 14 settembre 2012 |         |
| 23 | Il giorno della battaglia, Chiyuri chiede ad Haru e Takumu di farla venire sul campo in modo che possa vedere lo scontro. Appena inizia il duello a morte istantanea, Haru subisce un agguato da parte di un alleato di Seiji, Black Vice, che possiede un'abilità di decelerazione. Mentre Haru rimane intrappolato, Takumu combatte contro Seiji con la sua nuova abilità incarnata, Cyan Blade, riuscendo a sopraffare l'avversario e tagliando via una delle sue braccia. Seiji spiega che veniva oppresso da suo fratello maggiore, cosa che lo spinse a diventare più forte e ottenere la sua vendetta. Prende dunque in ostaggio Chiyuri e la tortura, riuscendo così a far perdere a Takumu la volontà di combattere. Davanti a questa situazione disperata, Haru riesce a ritrovare la sua determinazione e a liberarsi dalla trappola di Vice. Intanto Seiji si prepara a finire Takumu, ma viene fermato dall'arrivo di Kuroyukihime, appena arrivata da Okinawa usando l'oggetto ottenuto da Sulfur Pot. Mentre inizia a combattere contro Vice, Kuroyukihime incoraggia Haru ad alzarsi e sconfiggere Seiji. |                   |         |
| 24 | Reincarnazione 「再生」 - Reincarnation | 21 settembre 2012 |         |
| 24 | Haru usa il Gale Thruster per combattere in volo contro Seiji e riesce a colpirlo prima di esaurire l'energia. Anche se Chiyuri usa di nuovo il suo Citron Call su Seiji, curandolo, le sue ali scompaiono improvvisamente e tornano ad Haru. Usando il potere combinato delle sue ali e del Gale Thruster, Haru esegue con successo l'attacco finale su Seiji. Dopo la battaglia, Chiyuri rivela che la sua abilità non è curativa ma serve a tornare indietro nel tempo, caratteristica che ha sfruttato per restituire le ali di Haru al suo vero proprietario, rivelando anche che si era unita a Seiji soltanto per aumentare di livello l'abilità. Mentre Seiji si dispera, Vice gli rivela che il suo brain implant chip sparirà una volta che il Brain Burst verrà disinstallato prima di uscire. Senza nulla che possa salvarlo, Seiji viene finito da Haru e perde il suo Brain Burst. In seguito Chiyuri rivela di essere stata lei ad aver raccontato la situazione a Kuroyukihime e decide di unirsi alla loro legione. Dopo essere tornata da Okinawa, Kuroyukihime visita Haru, il quale le spiega ogni cosa e le chiede di stare per sempre dalla sua parte. Tornato a scuola, Haru perde ogni preoccupazione quando incontra Seiji, che dimostra chiaramente di aver perso ogni ricordo del Brain Burst. Più tardi Haru riesce infine a far riunire Kuroyukihime e Raker, momento in cui viene rivelato che il nome, o almeno il soprannome, di Kuroyukihime è "Sachan". |                   |         |

## OAV
| Nº | Titolo italiano (traduzione letterale) Giapponese 「Kanji」 - Rōmaji | Prima edizione    | Prima edizione |
| Nº | Titolo italiano (traduzione letterale) Giapponese 「Kanji」 - Rōmaji | Giapponese        |                |
| 1  | Riverberazione 「残響」 - Reverberation | 13 settembre 2012 |                |
| 1  | Nella rete della Scuola Media Umesato due ragazze vengono intrappolate e attaccate da un avatar misterioso che le deruba dei loro vestiti e oggetti. Il giorno seguente, dopo aver saputo da Yuniko che lo stesso fenomeno sta accadendo anche in altre scuole, Kuroyukihime si riunisce con gli altri membri dei Nega Nebulus e insieme creano un piano per catturare il colpevole, con Kuroyukihime e Chiyuri come esche e con Takumu e Haru che le sorvegliano di nascosto. Il piano funziona e il colpevole, che si rivela essere una ragazza chiamata Dushka, appare, ma mentre si confrontano con lei, la ragazza li porta in un campo a bassa gravità isolato. Kuroyukihime capisce che il posto è parte del Mondo Accelerato e avverte gli altri di attivare i loro poteri, trasformandosi in ibridi dei loro avatar normali e di quelli in Brain Burst. Mentre Chiyuri combatte l'avversario insieme a Takumu, Haru si trasforma in alcune paia di ali per far volare Kuroyukihime e sconfiggere Dushka. |                   |                |
| 2  | Vacanza 「温泉」 - Vacation | 31 gennaio 2013   |                |

## Achel World
| Nº | Titolo italiano (traduzione letterale) Giapponese 「Kanji」 - Rōmaji   | In onda           | In onda |
| Nº | Titolo italiano (traduzione letterale) Giapponese 「Kanji」 - Rōmaji   | Giapponese        |         |
| 1  | Achel World uno 「あくちぇる・わーるど。一」 - Akucheru Wārudo ichi    | 25 luglio 2012    |         |
| 2  | Achel World due 「あくちぇる・わーるど。二」 - Akucheru Wārudo ni      | 29 agosto 2012    |         |
| 3  | Achel World tre 「あくちぇる・わーるど。三」 - Akucheru Wārudo san     | 26 settembre 2012 |         |
| 4  | Achel World quattro 「あくちぇる・わーるど。四」 - Akucheru Wārudo yon | 24 ottobre 2012   |         |
| 5  | Achel World cinque 「あくちぇる・わーるど。五」 - Akucheru Wārudo go   | 28 novembre 2012  |         |
| 6  | Achel World sei 「あくちぇる・わーるど。六」 - Akucheru Wārudo roku    | 26 dicembre 2012  |         |
| 7  | Achel World sette 「あくちぇる・わーるど。七」 - Akucheru Wārudo nana  | 30 gennaio 2013   |         |
| 8  | Achel World otto 「あくちぇる・わーるど。八」 - Akucheru Wārudo hachi  | 27 febbraio 2013  |         |